# Étrelles
Étrelles (bretonisch: Stredell; Gallo: Estrèll) ist eine französische Gemeinde mit 2.670 Einwohnern (Stand: 1. Januar 2022) im Département Ille-et-Vilaine in der Region Bretagne. Sie gehört zum Arrondissement Fougères-Vitré und zum Kanton La Guerche-de-Bretagne. Die Einwohner werden Étrellais genannt.

## Geographie
Die Gemeinde Étrelles liegt auf halbem Weg zwischen den Städten Rennes und Laval. Der Fluss Valière begrenzt die Gemeinde im Norden. In der Gemeinde befindet sich auch der Étang de Beuvron, ein besonders geschütztes Naturreservat. Umgeben wird Étrelles von den Nachbargemeinden Vitré im Norden, Erbrée im Nordosten, Argentré-du-Plessis im Osten und Südosten, Domalain im Süden, Vergéal im Südwesten, Torcé im Westen sowie Saint-Aubin-des-Landes im Nordwesten.
Durch die Gemeinde führt die Route nationale 157.

## Geschichte
1589 kam es hier zu einem Massaker während der Religionskriege. Dabei wurden 101 Einwohner durch Hugenotten getötet.

### Bevölkerungsentwicklung
| Jahr                       | 1962 | 1968 | 1975 | 1982 | 1990 | 1999 | 2011 | 2020 |
| Einwohner                  | 1232 | 1251 | 1327 | 1486 | 1809 | 2130 | 2573 | 2610 |
| Quellen: Cassini und INSEE |      |      |      |      |      |      |      |      |

## Sehenswürdigkeiten
- Reste der Römerstraße von Rennes nach Le Mans
- Kirche St-Pierre-St-Paul mit Kanzel (Monument historique), 1891 erbaut, mit Fenster zum Massaker von 1589 (Monument historique)

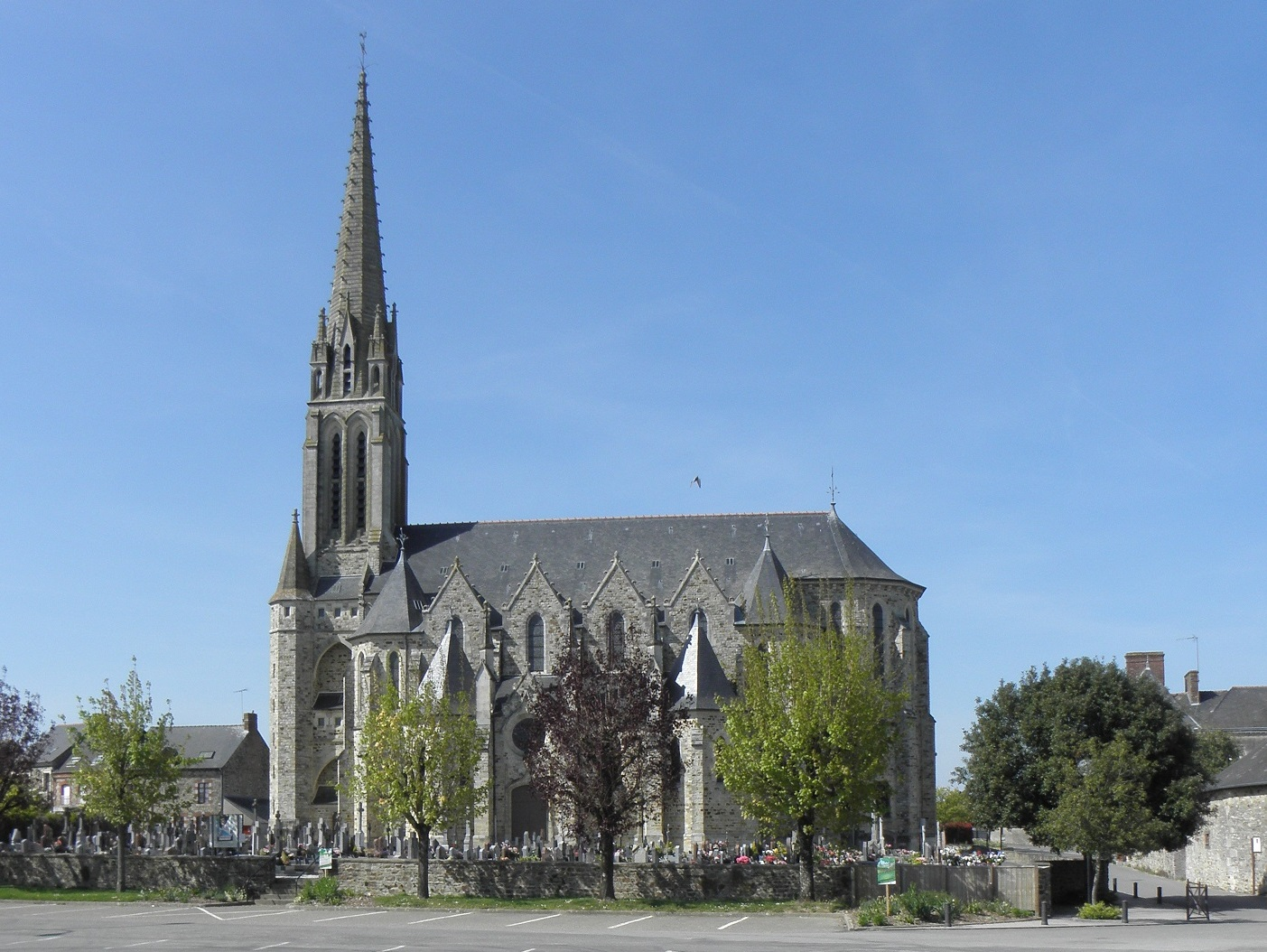
Kirche St. Peter und Paul
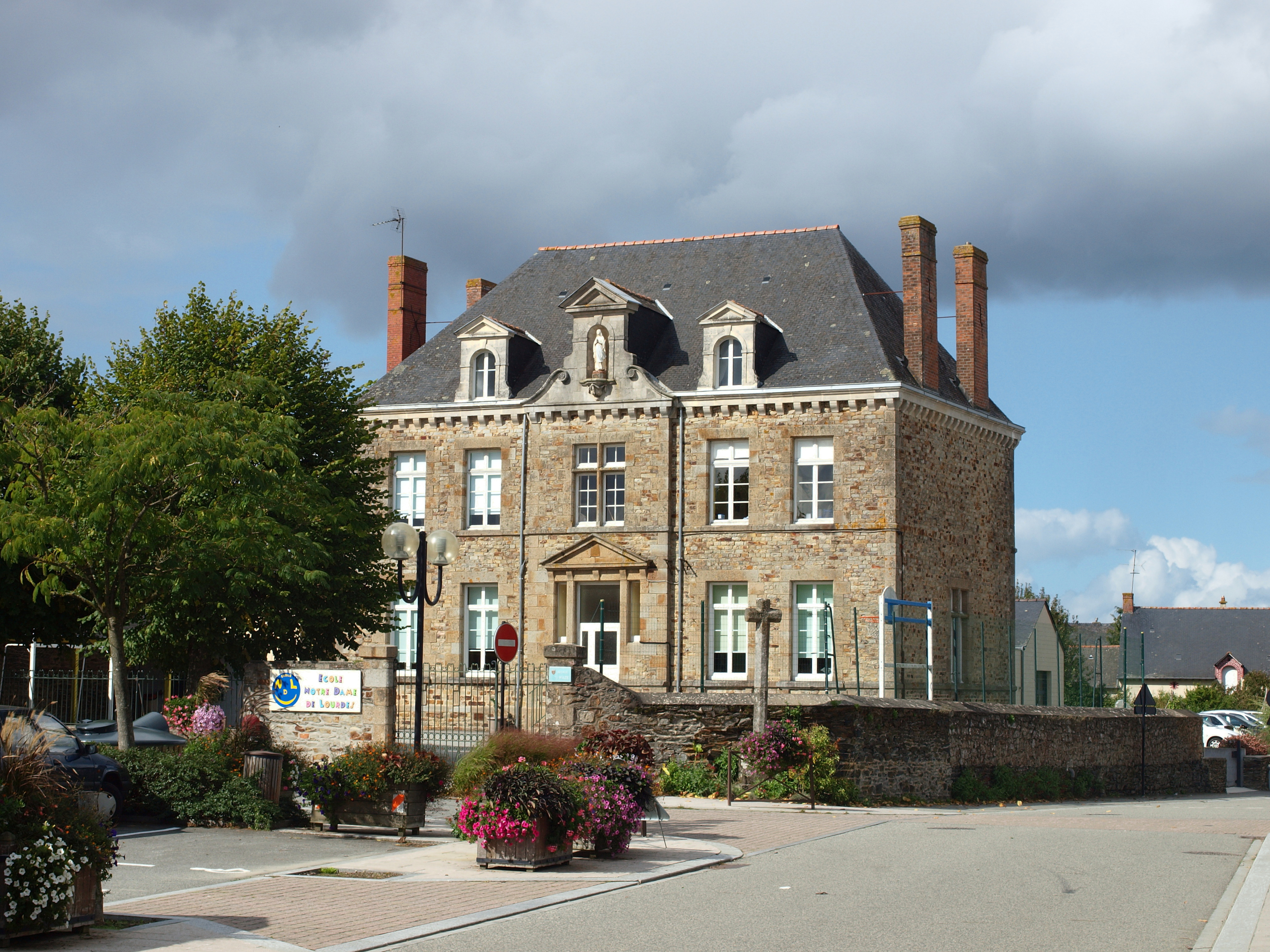
Katholische Schule
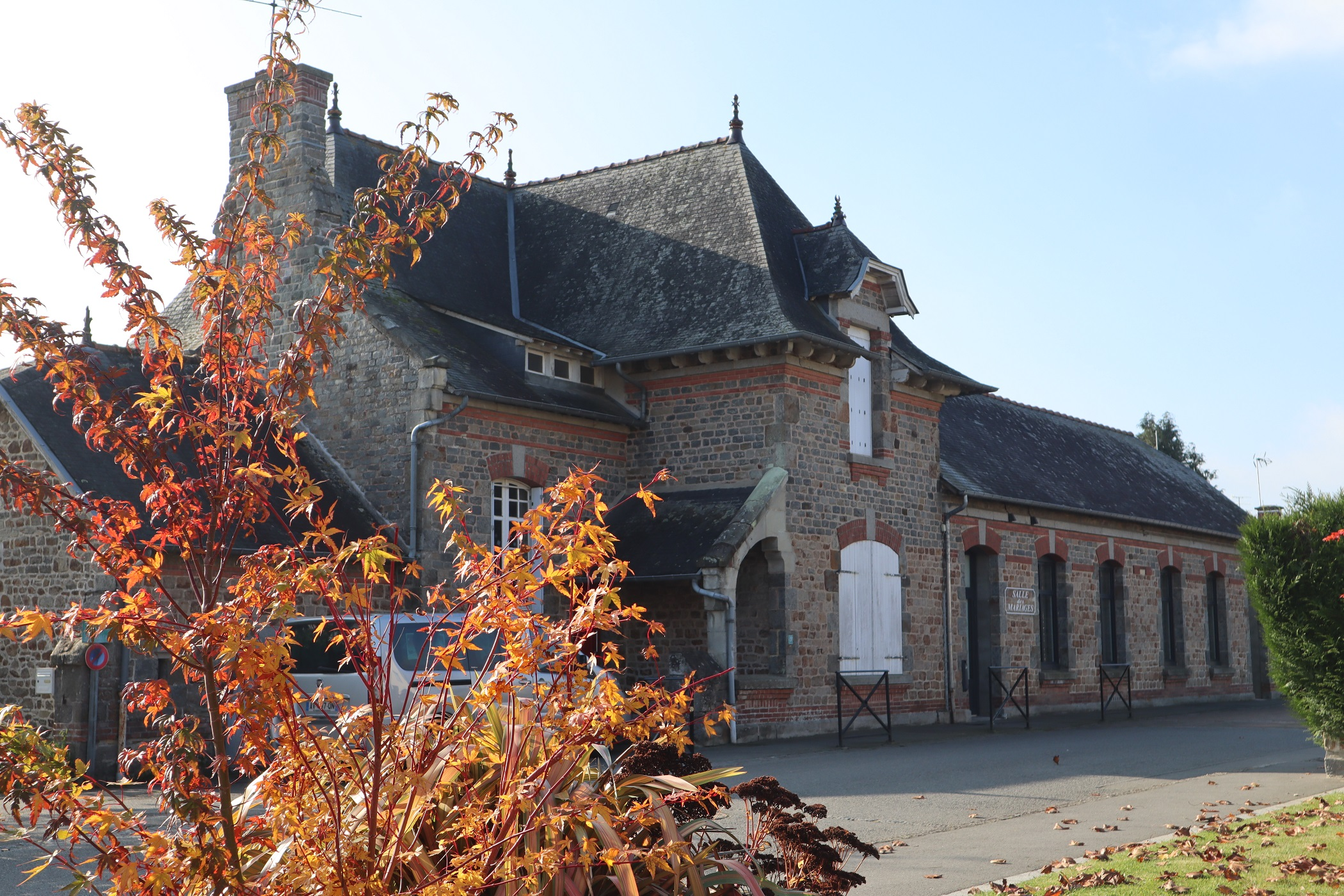
Ehemalige öffentliche Schule
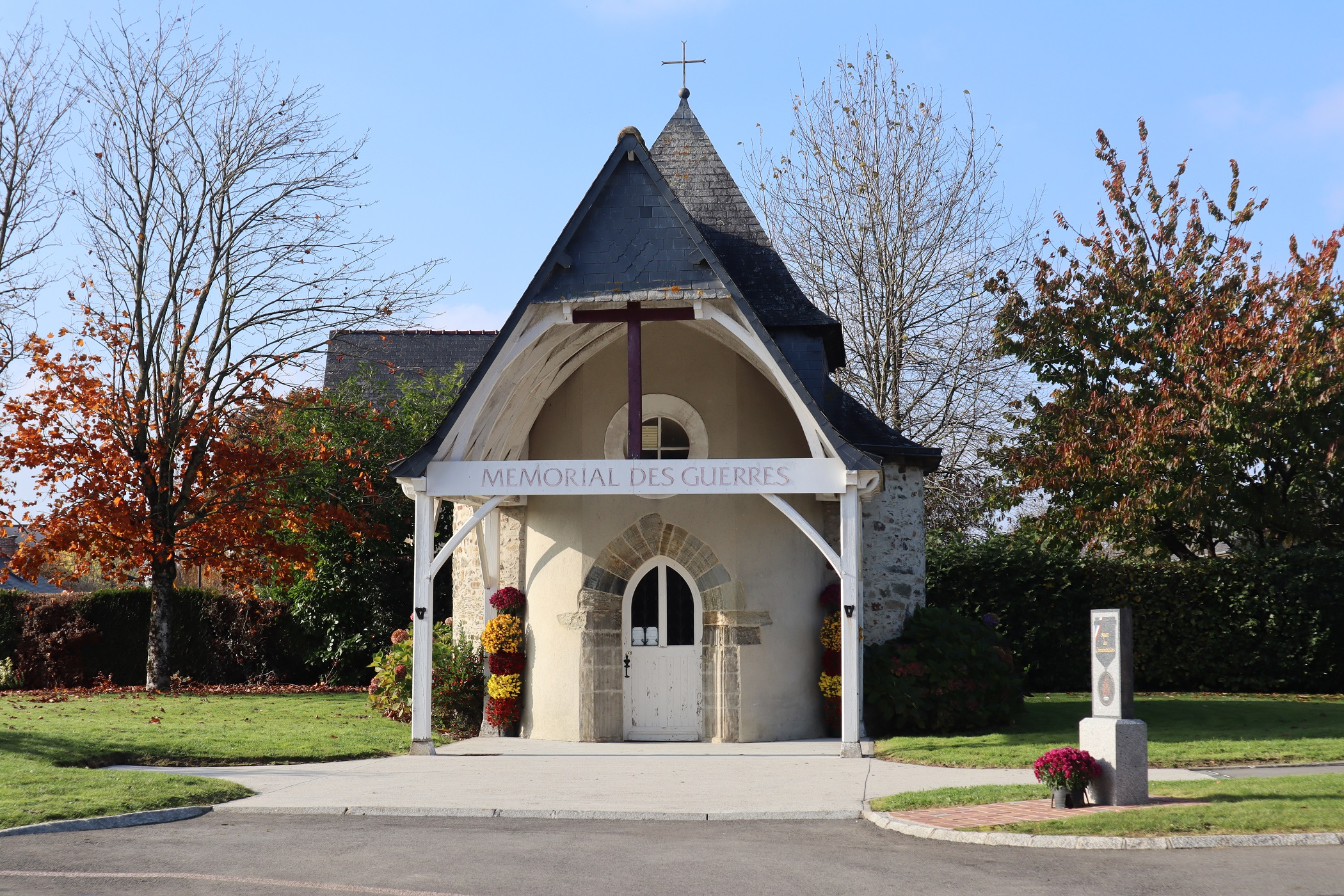
Gefallenendenkmal